# Episodi di In aller Freundschaft (tredicesima stagione)
La tredicesima stagione della serie televisiva In aller Freundschaft è stata trasmessa in anteprima in Germania da Das Erste tra il 12 gennaio 2010 e il 21 dicembre 2010.
| nº | Titolo originale             | Prima TV Germania |
| -- | ---------------------------- | ----------------- |
| 1  | Morgendämmerung              | 12 gennaio 2010   |
| 2  | Der richtige Zeitpunkt       | 19 gennaio 2010   |
| 3  | Neuland                      | 26 gennaio 2010   |
| 4  | Wunder                       | 2 febbraio 2010   |
| 5  | Vom Blitz getroffen          | 16 febbraio 2010  |
| 6  | Geheimniskrämerei            | 2 marzo 2010      |
| 7  | Generationswechsel           | 9 marzo 2010      |
| 8  | Auf fremdem Boden            | 16 marzo 2010     |
| 9  | Narben                       | 23 marzo 2010     |
| 10 | Das Osterfest                | 30 marzo 2010     |
| 11 | Kopf an Kopf                 | 13 aprile 2010    |
| 12 | Vorurteile                   | 20 aprile 2010    |
| 13 | Enttäuschte Erwartungen      | 27 aprile 2010    |
| 14 | Kettenreaktion               | 4 maggio 2010     |
| 15 | Tagträume                    | 11 maggio 2010    |
| 16 | Momente der Wahrheit         | 18 maggio 2010    |
| 17 | Schweigen                    | 1º giugno 2010    |
| 18 | Eskalation                   | 8 giugno 2010     |
| 19 | Eine Frage der Moral         | 15 giugno 2010    |
| 20 | Im Schatten der Angst        | 22 giugno 2010    |
| 21 | Zweisamkeit                  | 13 luglio 2010    |
| 22 | Eine zweite Chance           | 20 luglio 2010    |
| 23 | Liebe und Zweifel            | 3 agosto 2010     |
| 24 | Dunkle Wolken                | 10 agosto 2010    |
| 25 | Bittersüße Augenblicke       | 17 agosto 2010    |
| 26 | Pyrrhussieg                  | 24 agosto 2010    |
| 27 | Die Katastrophe              | 31 agosto 2010    |
| 28 | Alles verloren?              | 31 agosto 2010    |
| 29 | Blattschuss                  | 14 settembre 2010 |
| 30 | Späte Hochzeit               | 21 settembre 2010 |
| 31 | Schweres Erbe                | 28 settembre 2010 |
| 32 | Die Kunst des Kochens        | 5 ottobre 2010    |
| 33 | Eine Frage der Einstellung   | 12 ottobre 2010   |
| 34 | Von Liebe und Leid           | 19 ottobre 2010   |
| 35 | Bumerang                     | 2 novembre 2010   |
| 36 | Verschenkte Liebesmüh        | 9 novembre 2010   |
| 37 | Geständnisse                 | 16 novembre 2010  |
| 38 | Einer trage des anderen Last | 23 novembre 2010  |
| 39 | Kommunikationsstörung        | 30 novembre 2010  |
| 40 | Liebesbekenntnisse           | 7 dicembre 2010   |
| 41 | Vier in einem Boot           | 14 dicembre 2010  |
| 42 | Weihnachtsgaben              | 21 dicembre 2010  |